# Decalobanthus
Decalobanthus je rod slakovki smješten u tribus Merremieae , dio potporodice  Convolvuloideae. Sastoji se od 15 vrsta uglavnom lijana u tropskom Starom svijetu (poglavito Azija); nešto u zapadnom Pacifiku i Meksiku i Srednjoj Americi i na Karibima. 
Rod je opisan u Blumea 2: 99. 1936.

## Vrste
1. Decalobanthus bimbim (Gagnep.) A. R. Simões & Staples
2. Decalobanthus boisianus (Gagnep.) A. R. Simões & Staples
3. Decalobanthus borneensis (Merr.) A. R. Simões & Staples
4. Decalobanthus bracteatus (P. S. Bacon) A. R. Simões & Staples
5. Decalobanthus discoidespermus (Donn. Sm.) Staples
6. Decalobanthus distillatorius (Blanco) Staples
7. Decalobanthus eberhardtii (Gagnep.) A. R. Simões & Staples
8. Decalobanthus elmeri (Merr.) A. R. Simões & Staples
9. Decalobanthus korthalsianus (Ooststr.) A. R. Simões & Staples
10. Decalobanthus mammosus (Lour.) A. R. Simões & Staples
11. Decalobanthus ooststroomii Staples
12. Decalobanthus pacificus (Ooststr.) A. R. Simões & Staples
13. Decalobanthus peltatus (L.) A. R. Simões & Staples
14. Decalobanthus pulchrus (Ooststr.) A. R. Simões & Staples
15. Decalobanthus sumatranus Ooststr.